# Чепалов, Владимир Николаевич
Владимир Николаевич Чепалов (15 апреля 1889 года, Якутск — 19 февраля 1919 года, Екатеринбург) — революционер, большевик, первый председатель Томского совета рабочих депутатов.

## Биография
Сын полицейского чиновника, общественного деятеля и попечителя церковно-приходской школы г. Якутска Н. Е. Чепалова. Окончил Якутскую духовную семинарию.
Принял участие в революционных событиях 1905 г. в Якутске: вошёл в созданный политссыльным социал-демократом Х. М. Штейнбахом кружок «Маяк», на основе которого сформировалась Якутская социал-демократическая организация. Её члены (учащаяся молодежь В. Н. Чепалов, И. И. Васадзе, Н. Е. Желобцов и др.) издавали с 1906 до декабрь 1907 года журнал «Маяк», соредактором которого был В. Н. Чепалов, (номера журнала не сохранились), требовали расширения ученических прав, знакомились с марксистской литературой и распространяли революционные идеи среди образованной части населения. В 1906 г. вступил в РСДРП.
Летом 1906 года поступил на медицинский факультет Варшавского университета, в апреле 1909 — исключён из университета. В 1912 г. — поступил на медицинский факультет Томского университета. После окончания университета был назначен санитарным врачом г. Томска. В дни Февральской революции активно участвовал во всех революционных мероприятиях в г. Томске.
С апреля 1917 г. — председатель Совета рабочих депутатов г. Томска, в декабре 1917—июне 1918 — председатель Совета томских профсоюзов и комиссар Томского губернского комиссариата труда. Был также членом Ревтрибунала, командиром отряда Красной гвардии, организатором больничных классов для медицинского обеспечения населения, комиссаром по борьбе со спекуляцией.
В июне 1918, после падения советской власти, арестован в Томске, вывезен Пепеляевым на Урал и содержался в Екатеринбургской тюрьме. Когда в Екатеринбургской тюрьме начал свирепствовать тиф, тюремная администрация предложила Чепалову взять на себя руководство по борьбе с эпидемией. Чепалов лечил не только арестантов, но и тюремную администрацию. Когда же сам Чепалов заболел тифом, тюремная администрация поместила его в санитарный барак на том основании, что томичи, вывезенные Пепеляевым, особого ухода не заслуживают.
Скончался 19 февраля 1919 года. Похоронен на площади Революции (Новособорной) в Томске.

## Память
В марте 1925 г. одной из улиц Якутска (бывшей Почтовой) присвоено его имя. Интересно, что эта улица до получения Почтовая ещё с последней четверти XIX века называлась в народе Чепаловской. Это название она получила за особые меценатские заслуги большого клана Чепаловых, выходцем из которого и был Владимир Николаевич Чепалов.
В 1957 г. его именем названа улица в Томске (бывший Стахановский переулок).